# Ottilia Schenk von Siemau
Ottilia Schenk von Siemau († 10. Juli 1529) war Äbtissin des Klosters Himmelkron von 1522 bis 1529.
Ottilia stammte aus der Familie der Schenk von Siemau. Während ihrer Zeit als Äbtissin tobte der Bauernkrieg im fränkischen Raum. Das sogenannte Oberland war davon aber weniger betroffen. In Bayreuth sammelten sich offenbar einige Aufrührer, die überlieferten Schäden des Klosters, beispielsweise die Entwendung eines silbernen Kreuzes, blieben jedoch überschaubar und Personen nahmen keinen Schaden.
Ihr stark abgetretenes Epitaph befindet sich hinter dem Altar. Zunächst befand es sich im Chorraum an der Stelle, an der später eine Tür eingefügt wurde. Es setzte sich die Überlieferung fest, dass ihr Stein und der einer anderen Äbtissin die Kindergrabsteine im Zusammenhang mit der Sage von der Weißen Frau seien. Bereits 1701 veranlasste dies den Markgrafen Christian Ernst zu Untersuchungen. Die Öffnung des Grabes ergab, dass Frauenkleidung und ein Kieferknochen Indizien für die Bestattung einer erwachsenen Frau waren. Letzte Gewissheit brachte im 19. Jahrhundert eine Entzifferung der Fragmente der Inschrift.